# Мортовський район
Мортовський район (тат. Морты районы; рос. Мортовский район) — колишня адміністративно-територіальна одиниця Татарської АРСР, що існувала з 1944 по 1954 рік. Адміністративний центр — село Морти.

## Історія
Мортовський район утворений 19 лютого 1944 року як Костенеєвський шляхом виділення зі складу Єлабузького району . 8 червня того ж року район перейменований у Мортовський. 19 листопада 1954 район ліквідований, а його територія увійшла назад до складу Єлабузького району.

## Адміністративний поділ
На 1 січня 1948 року район включав до свого складу 19 сільрад: Алметьєвську, Анзирську, Атіазьку, Больше-Армалинську, Больше-Єловську, Вотсько-Юраську, Костенеєвську, Котловську, Мортовську, Мурзихинську, Покровську, Свиногорську, Старо-Куклюцьку, Старо-Юраську, Татарсько-Дюм-Дюмську, Умяцьку, Черкасовську, Чиршинську, Яковлевську. Територія району становила 739 кв.км.